# NGC 378
NGC 378 est une vaste galaxie spirale barrée relativement éloignée et située dans la constellation du Sculpteur. NGC 378 a été découverte par l'astronome britannique John Herschel en 1834.

## Caractéristiques
Sa vitesse par rapport au fond diffus cosmologique est de 9 345 ± 21 km/s, ce qui correspond à une distance de Hubble de 137,8 ± 9,7 Mpc (∼449 millions d'al).
À ce jour, trois mesures non basées sur le décalage vers le rouge (redshift) donnent une distance de 117,333 ± 3,055 Mpc (∼383 millions d'al), ce qui est à l'extérieur des valeurs de la distance de Hubble. Notons que c'est avec la valeur moyenne des mesures indépendantes, lorsqu'elles existent, que la base de données NASA/IPAC calcule le diamètre d'une galaxie et qu'en conséquence le diamètre de NGC 378 pourrait être d'environ 88,2 kpc (∼288 000 al) si on utilisait la distance de Hubble pour le calculer.
La classe de luminosité de NGC 378 est III et elle présente une large raie HI.